# Amy Macdonalds diskografi
Den skotske singer-songwriter Amy Macdonalds diskografi består af fire studiealbum, 11 singler og 9 musikvideoer. Hendes debutalbum, This Is the Life, blev udgivet den 30. juli 2007 og solgte mere end 3 millioner eksemplarer hovedsageligt i Europa. Albummet toppede UK Albums Chart samt flere andre europæiske lande som Schweiz.
Den første single, "Poison Prince", udkom 7. maj 2007. Andre singler fra debutalbummet tæller "Mr Rock & Roll" og albummets titelnummer, var også succesfulde, og nåede i top 40 på UK Singles Chart og opnåede også succes andre steder i Europa, særligt i Tyskland. "L.A." og "Run" nåede ikke ind på Storbritanniens hitliste, men blev hit i andre lande.
Macdonalds andet studiealbum, A Curious Thing, blev udgivet i marts 2010. Førstesinglen "Don't Tell Me That It's Over" blev et moderat hit i Storbritannien, hvor den nåede nummer 48 på UK Singles Chart, men havde mere succes i det øvrige Europa. Her nåede den nummer 6 i Tyskland og nummer 2 i Belgien. Den anden single, "Spark", kom ikke ind på den britiske hitliste, men formåede det i andre lande. Flere andre singler, der udkom fra albummet, fik også moderat succes i Europa.
Macdonalds tredje album, Life in a Beautiful Light, udkom i juni 2012. Førstesinglen "Slow It Down" blev et moderat hit i Storbritannien, hvor den nåede nummer 45 på UK Singles Chart. Den kom også på hitlisten i Østrig, Belgien, Tyskland og Schweiz.
Hendes fjerde studiealbum, Under Stars, blev udgivet den 17. februar 2017. "Dream On" udkom som førstesingle den 6. januar 2017.

## Albums

### Studiealbums
| This Is The Life                                             | - Udgivet: 30. juli 2007 - Pladeselskab: Vertigo - Formater: LP, CD, digitalt download   | 1 | 3 | 2  | 1 | 3 | 16 | 1  | 1 | 2  | 5  | 1 | 92 | - UK: 3× Platin - AUT: 2× Platinum - BEL: Platin - GER: 5×; Platin - SPA: Guld - SWE: Guld - SWI: 4× Platin - EU: 2× Platin | - UK: 896.638 |
| A Curious Thing                                              | - Udgivet: 8. marts 2010 - Pladeselskab: Mercury - Formater: LP, CD, digital download    | 4 | 1 | 2  | 7 | 1 | 26 | 2  | 2 | 13 | 5  | 1 | —  | - UK: Guld - AUT: Platin - BEL: Guld - GER: 2× Platin - SWI: 2× Platin                                                      | - UK: 267.841 |
| Life in a Beautiful Light                                    | - Udgivet: 11. juni 2012 - Pladeselskab: Mercury - Formater: LP, CD, digital download    | 2 | 1 | 4  | 9 | 1 | 5  | 5  | 1 | 36 | 34 | 2 | —  | - UK: Guld - GER: Platin - SWI: Platin - POL: Guld                                                                          | - UK: 174.161 |
| Under Stars                                                  | - Udgivet: 17. februar 2017 - Pladeselskab: Mercury - Formater: LP, CD, digital download | 2 | 4 | 21 | — | 2 | 75 | 18 | 2 | 75 | —  | 1 | —  | |               |
| "—" denotes an album that did not chart or was not released. |                                                                                          |   |   |    |   |   |    |    |   |    |    |   |    | |               |

### Live albums
| Live from Glasgow                                            | - Udgivet: 1 October 2007 - Pladeselskab: Mercury - Formater: Digital download             | —  |
| Love Love UK & European Arena Tour LIVE 2010                 | - Udgivet: 25 April 2011 - Pladeselskab: Concert Live - Formater: LP, CD, digital download | 89 |
| "—" denotes an album that did not chart or was not released. |                                                                                            |    |

## Singler

### Som primær kunstner
| 2007                                                         | "Poison Prince"                | 141 | —  | —  | — | 66 | —  | —  | —  | —  | —  | 58 |                                                                                   | This Is the Life          |
| 2007                                                         | "Mr Rock & Roll"               | 12  | 19 | 4  | — | 21 | 7  | 20 | 1  | —  | 59 | 3  | - BEL: Guld                                                                       | This Is the Life          |
| 2007                                                         | "L.A."                         | 48  | —  | —  | — | —  | —  | —  | 5  | —  | —  | —  |                                                                                   | This Is the Life          |
| 2007                                                         | "This Is the Life"             | 28  | 1  | 1  | 8 | 2  | 1  | 1  | 17 | 3  | 3  | 2  | - BEL: Platin - GER: Platin - SPA: 2× Platin - SWI: Guld - ITA: Guld - UK: Silver | This Is the Life          |
| 2008                                                         | "Run"                          | 75  | —  | 64 | — | 36 | 96 | —  | 16 | —  | —  | —  |                                                                                   | This Is the Life          |
| 2010                                                         | "Don't Tell Me That It's Over" | 48  | 10 | 7  | — | 6  | 29 | —  | 21 | 42 | —  | 4  | - SWI: Guld                                                                       | A Curious Thing           |
| 2010                                                         | "Spark"                        | —   | 74 | 44 | — | 56 | —  | —  | —  | —  | —  | 62 |                                                                                   | A Curious Thing           |
| 2010                                                         | "This Pretty Face"             | 138 | 56 | 64 | — | 49 | —  | —  | 92 | —  | —  | —  |                                                                                   | A Curious Thing           |
| 2010                                                         | "Love Love"                    | 183 | —  | 67 | — | —  | —  | —  | —  | —  | —  | —  |                                                                                   | A Curious Thing           |
| 2010                                                         | "Your Time Will Come"          | —   | —  | —  | — | —  | —  | —  | —  | —  | —  | —  |                                                                                   | A Curious Thing           |
| 2012                                                         | "Slow It Down"                 | 45  | 43 | 65 | — | 38 | —  | —  | 16 | —  | —  | 24 |                                                                                   | Life in a Beautiful Light |
| 2012                                                         | "Pride"                        | 187 | —  | 89 | — | —  | —  | —  | 87 | —  | —  | —  |                                                                                   | Life in a Beautiful Light |
| 2012                                                         | "4th of July"                  | —   | —  | —  | — | —  | —  | —  | —  | —  | —  | —  |                                                                                   | Life in a Beautiful Light |
| 2017                                                         | "Dream On"                     | —   | —  | 84 | — | —  | —  | —  | 28 | —  | —  | 32 |                                                                                   | Under Stars               |
| 2017                                                         | "Automatic"                    | —   | —  | —  | — | —  | —  | —  | —  | —  | —  | —  |                                                                                   | Under Stars               |
| 2017                                                         | "Down By the Water"            | —   | —  | —  | — | —  | —  | —  | —  | —  | —  | —  |                                                                                   | Under Stars               |
| "—" denotes a single that did not chart or was not released. |                                |     |    |    |   |    |    |    |    |    |    |    |                                                                                   |                           |

## Andre optrædener
| År   | Titel                                         | Album                        |
| ---- | --------------------------------------------- | ---------------------------- |
| 2013 | "Tread Lightly"                               | A Concert for Kirsty MacColl |
| 2013 | "Fairytale of New York" (with Dave Duffy)     | A Concert for Kirsty MacColl |
| 2014 | "Oh My Love" (Rea Garvey feat. Amy MacDonald) | Pride                        |

## Musikvideoer
| År   | Titel                          | Instruktør   |
| ---- | ------------------------------ | ------------ |
| 2007 | "Poison Prince"                |              |
| 2007 | "Mr Rock & Roll"               |              |
| 2007 | "L.A.                          |              |
| 2007 | "This Is the Life"             | Lindy Heyman |
| 2008 | "Run"                          |              |
| 2008 | "Poison Prince" (2008 version) |              |
| 2010 | "Don't Tell Me That It's Over" |              |
| 2010 | "Spark"                        |              |
| 2010 | "This Pretty Face"             |              |
| 2010 | "Love Love"                    |              |
| 2010 | "Your Time Will Come"          |              |
| 2012 | "Slow It Down"                 | Pip          |
| 2012 | "Pride"                        |              |
| 2013 | "4th of July"                  |              |
| 2017 | "Dream On"                     |              |
| 2017 | "Automatic"                    |              |